# 益坂美亜
益坂 美亜（ますざか みあ、1998年2月19日 - ）は、日本の元AV女優。福岡県出身。C-more Entertainmentに所属していた。

## 略歴
元グラビアアイドル。
2018年5月、アイデアポケットの専属女優としてAVデビュー。
2019年3月1日、FANZAアダルトアワード2019最優秀新人女優賞にノミネート。
2019年9月、自身のTwitterにて引退を発表。

## 人物
趣味は漫画を読むこと。特技はカラオケでマキシマム ザ ホルモンの曲を歌うこと。
「Jカップ100cm」をパワーワードとしている。
胸の大きさから肩に負担がかかる理由で騎乗位が苦手。
2018年の時点で交際経験は4人。

## 作品

### アダルトビデオ
| 発売日   | タイトル | 規格   | 品番     | メーカー    | 備考        |
| 2018年   | 2018年 | 2018年 | 2018年   | 2018年      | 2018年      |
| -------- | --- | ------ | -------- | ----------- | ----------- |
| 5月19日  | FIRST IMPRESSION 125 圧倒乳 Jカップ100cm 天然超巨乳グラビアアイドル AVデビュー!!                                                                      | DVD    | IPX-139  | idea pocket |             |
| 5月19日  | FIRST IMPRESSION 125 圧倒乳 Jカップ100cm 天然超巨乳グラビアアイドル AVデビュー!!                                                                      | BD     | 9IPX-139 | idea pocket |             |
| 6月19日  | 超乳グラビアアイドルのイキ暴れ4本番 200分スペシャル 全6コーナー大絶頂! Jカップ100cm圧倒乳ボディを味わい尽くす!!                                       | DVD    | IPX-155  | idea pocket |             |
| 6月19日  | 超乳グラビアアイドルのイキ暴れ4本番 200分スペシャル 全6コーナー大絶頂! Jカップ100cm圧倒乳ボディを味わい尽くす!!                                       | BD     | 9IPX-155 | idea pocket |             |
| 7月19日  | ぷるるんぷるるん 超乳グラドルメイドの誘惑 Jカップ100cmの乳圧ご奉仕!!                                                                                  | DVD    | IPX-171  | idea pocket |             |
| 8月19日  | 天然超巨乳おっぱい密着8風俗スペシャル 4本番240分コース Jカップ100cm 圧倒乳 最高級BODY独占本指名!!                                                     | DVD    | IPX-189  | idea pocket |             |
| 9月13日  | 「イク! イク! イッてます! もう止めてください!」 痙攣絶頂後にぶっちぎりの追撃弾丸ピストンFUCK Jカップ100cmおっぱいがぶるんぶるん縦揺れ横揺れ激震乳弾!! | DVD    | IPX-198  | idea pocket |             |
| 10月13日 | ノーブラ爆乳おっぱいで発情勃起させちゃうJカップ100cmナース 「胸が大きすぎてナース服の下にブラつけられません」おっぱい出ちゃう…                        | DVD    | IPX-210  | idea pocket |             |
| 11月13日 | 「おっぱい見て…」爆乳ハミ乳ノーブラお姉さんの猛アピール おっぱいフェチ欲情! 勃起確約6エロシチュエーション Jカップ100cm ボインがチラリポロリ…          | DVD    | IPX-223  | idea pocket |             |
| 12月13日 | リピーター続出! 指名率100%! 口説けばヤレる(本番) 噂の新人おっパブ嬢 ぷるんぷるんJカップ100cm! 圧倒乳を揉み尽くせ!                                     | DVD    | IPX-240  | idea pocket |             |
| 2019年   | |        |          |             |             |
| 1月13日  | 痴漢に堕ちたJカップ 通勤電車で襲われ待ちするドMオンナ                                                                                                 | DVD    | IPX-254  | idea pocket |             |
| 2月13日  | 究極の乳フェチマニアックス 100cm天然Jカップを味わい尽くすオール乳発射の極楽デカパイフェチAV!                                                          | DVD    | IPX-269  | idea pocket |             |
| 3月13日  | 犯され輪姦され続けた爆乳女教師 | DVD    | IPX-281  | idea pocket |             |
| 4月13日  | 僕の彼女が不在の3日間、彼女の親友の爆乳グラドルとヤリまくってやった。理性を失いむしゃぶりついた胸糞映像                                               | DVD    | IPX-295  | idea pocket |             |
| 5月13日  | 水着コレクターに狙われた巨乳プール監視員 益坂美亜 粘着ストーカーの発狂ヒステリー凌辱                                                                  | DVD    | IPX-311  | idea pocket |             |
| 6月13日  | 巨乳全開で猛アピールしてくる僕の彼女の着衣爆乳お姉さん                                                                                                | DVD    | IPX-324  | idea pocket |             |
| 7月13日  | オイルぬるぬる爆乳むっちりセールスレディの誘惑 | DVD    | IPX-339  | idea pocket |             |
| 8月13日  | 解禁! 人生初 生中出しセックス Jカップ100cmグラドルのマ○コに真正ザーメン怒涛の9連発!!                                                                  | DVD    | IPX-355  | idea pocket |             |
| 9月13日  | 益坂牛 たっぷり12タイトル特盛り8時間BEST Jカップ100cm!! 唯一むにゅの圧倒乳!! 全24コーナーALLセックス                                                  | DVD    | IDBD-802 | idea pocket | ※単体ベスト |

### アダルトVR
2019年
- 密室で2人きり!「おっぱいしゃぶりついていいよ」 Jカップ100cmの超爆乳擦りつけ誘惑! 囁きオナサポしてくれる弟 (アナタ) 想いの最高のお姉さんの爆乳をた～っぷり味わえる圧倒的ヴァーチャルセックス（6月14日、IP-VR）
- ボクが追っかけてるグラドル益坂美亜ちゃんの夜の顔はまさかのソープ嬢! たまたまいきつけのお店で遭遇し気まずそうな顔に超欲情! ここぞとばかりに制限時間ギリギリまでおっぱい揺らしながら突きまくった神展開VR!（8月8日、IP-VR）

### イメージビデオ
| 発売日  | タイトル                  | 規格   | 品番      | メーカー             |
| 2018年  | 2018年                    | 2018年 | 2018年    | 2018年               |
| ------- | ------------------------- | ------ | --------- | -------------------- |
| 3月1日  | ハックツ美少女 Revolution | DVD    | BGSD-396  | BAGUS                |
| 3月1日  | ハックツ美少女 Revolution | BD     | BAGBD-079 | BAGUS                |
| 8月25日 | ALL NUDE                  | DVD    | OAE-160   | Aircontrol           |
| 2019年  |                           |        |           |                      |
| 5月17日 | Lover’s Day               | DVD    | LD-007    | ファインピクチャーズ |
| 5月17日 | Lover’s Day               | BD     | LD-007B   | ファインピクチャーズ |
| 9月5日  | Mia 自然体で行こう!       | DVD    | REBD-407  | REbecca              |
| 9月5日  | Mia 自然体で行こう!       | BD     | REBDB-393 | REbecca              |

### Webグラビア
- Graphis FIRST GRAVURE「初脱ぎ娘！」（2018年5月、撮影：鈴木ゴータ、グラフィス）
- Graphis CALENDAR 2月（2019年2月、撮影：鈴木ゴータ、グラフィス）

## 書籍

### 写真集
- らぶぱら（2018年8月31日、竹書房[11]、撮影：マキハラススム）ISBN 978-4801915930

## その他

### カレンダー
- 益坂美亜 2019年カレンダー（2018年10月6日、トライエックス）

### トレーディングカード
- ジューシーハニー コレクションカード PLUS ＃1（2018年12月22日、ミント）- 天使もえ、希崎ジェシカ、白石茉莉奈との共同作品

## 出演

### ゲーム
- 新宿スカウトバトル（2019年12月2日、DMM GAMES）- ルチャリブレ使い・益坂美亜役[12]